# Édouard Stephan
Édouard Jean-Marie Stephan, född den 31 augusti 1837 Sainte Pezenne, Niort, Frankrike, död den 30 december 1923 i Marseille, var en fransk astronom, som åren 1867 till 1907 var direktor vid observatoriet i Marseille. 

## Biografi
Stephan började 1859 studera vid i Ecole Normale Superieure och tog examen med toppbetyg där 1862. Efter examen blev han inbjuden av Urbain Le Verrier till Paris observatorium, där han lärde sig observationstekniker. Samtidigt arbetade han med sin doktorsavhandling, om andra ordningens partiella differentialekvationer, som han försvarade 1865.
Vid denna tid hade Le Verrier grundat en gren av Paris observatorium i Marseille och 1866 fick Stephan i uppdrag att utrusta och leda observatoriet, och när det blev oberoende av Parisobservatoriet 1873 utsågs han till direktör. År 1879 blev han professor i astronomi vid Universitetet i Marseille och innehade båda posterna fram till sin pensionering 1907. I den tidigare delen av sin karriär hade han begränsat med tillfällen att göra observationer, då han var upptagen med att förbättra observatoriet. Han upptäckte 1866 asteroiderna 89 Julia och 91 Aegina. År 1867 använde han det nya teleskopet för att observera en Merkuriuspassage.
År 1884 tilldelade den franska vetenskapsakademin honom Valzpriset. Hans namn är också förknippat med den periodiska kometen 38P/Stephan-Oterma, även om Jérôme Coggia såg den först. Han blev riddare av Hederslegionen 1868 och officer av samma orden 1879.

## Vetenskapligt arbete
Mellan 1870 och 1875 studerade Stephan systematiskt nebulosor, registrerade exakt dess position och upptäcka många nya. Hans mål var att möjliggöra exakt mätning av stjärnors egenrörelser genom att skapa ett referenssystem av fasta objekt.
År 1873 var Stephan den förste som försökte mäta en stjärnas vinkeldiameter med hjälp av interferometri och omvandlade 80 cm-teleskopet vid Marseilleobservatoriet till en interferometer. Han gjorde detta genom att blända av reflektorn med en mask som innehöll två vertikala slitsar. Stjärnan han valde för att utföra detta experiment var Sirius. Han lyckades inte lösa upp några stjärnskivor, men 1874 hade han fått en övre gräns för stjärndiametrar på 0,158 bågsekunder (Sirius sanna vinkeldiameter är 0,0059 bågsekunder, och som jämförelse är vinkeldiametern för Alfa Centauri och Betelgeuse 0,0145 respektive 0,05 bågsekunder).
År 1881 upptäckte Stephan NGC 5 och följande år upptäckte han galaxen NGC 6027 med hjälp av 80 cm-teleskopet.
Därutöver blev han känd för upptäckten av Stephans kvintett, även känd som "Arp 319", en grupp av fem galaxer. Han gjorde denna upptäckt med det första teleskopet av typen spegelteleskop.